# Рехман-Дхери
Рехман-Дхери (урду رحمان ڈھیری‎) — археологический памятник дохараппской эпохи в Северо-западной пограничной провинции Пакистана. Расположен на равнине реки Гумаль (правый приток Инда) в 22 км к северу от города Дера-Исмаил-Хан. Является одним из старейших городских центров, обнаруженных до настоящего времени в Южной Азии, датируется около 4000 года до н. э. В городе проживало около 10—15 тыс. человек.
С момента возникновения поселения оно было обнесено массивной глинобитной стеной, за исключением южной пристройки к городу. Прямоугольный курган площадью около 22 га и высотой 4,5 метра на месте города можно увидеть с шоссе Банну (Bannu Road). Имеются признаки того, что дома возводились не хаотично, а согласно определённой городской планировке. Обнаружена керамика, каменные и металлические орудия.
Печати и другие письменные памятники в городе не обнаружены, однако найдены следы гравировки на керамике.
В середине третьего тысячелетия до нашей эры, в начале зрелой фазы индской цивилизации, место было заброшено.